# Uganda ai Giochi della XXVIII Olimpiade
L'Uganda partecipò ai Giochi della XXVIII Olimpiade, svoltisi ad Atene, Grecia, dal 13 al 29 agosto 2004, con una delegazione di 11 atleti impegnati in quattro discipline.

## Delegazione
| Sport             | Uomini | Donne | Totale |
| ----------------- | ------ | ----- | ------ |
| Atletica leggera  | 3      | 1     | 4      |
| Nuoto             | 1      | -     | 1      |
| Pugilato          | 5      | -     | 5      |
| Sollevamento pesi | -      | 1     | 1      |
| Totale            | 9      | 2     | 11     |

## Risultati

### Atletica leggera
| Q | Qualificato al turno successivo per la Classifica in qualificazione                                                          |
| q | Qualificato per il turno successivo per ripescaggio o, negli eventi su campo, conquistando la misura minima per qualificarsi |

Maschile
Eventi su pista e strada
| Atleta          | Evento        | Batteria  | Batteria   | Semifinale      | Semifinale      | Finale          | Finale          |
| Atleta          | Evento        | Risultato | Classifica | Risultato       | Classifica      | Risultato       | Classifica      |
| --------------- | ------------- | --------- | ---------- | --------------- | --------------- | --------------- | --------------- |
| Paskar Owor     | 800 m piani   | 1'47"87   | 5º         | non qualificato | non qualificato | non qualificato | non qualificato |
| Wilson Busienei | 10000 m piani | N.D.      | N.D.       | N.D.            | N.D.            | 28'10"75        | 11º             |
| Boniface Kiprop | 10000 m piani | N.D.      | N.D.       | N.D.            | N.D.            | 27'25"48        | 4º              |

Femminile
Eventi su pista e strada
| Atleta          | Evento       | Batteria  | Batteria   | Finale          | Finale          |
| Atleta          | Evento       | Risultato | Classifica | Risultato       | Classifica      |
| --------------- | ------------ | --------- | ---------- | --------------- | --------------- |
| Dorcus Inzikuru | 5000 m piani | 15'38"59  | 12ª        | non qualificata | non qualificata |

### Nuoto
Maschile
| Atleta          | Evento            | Batteria  | Batteria   | Semifinale      | Semifinale      | Finale          | Finale          |
| Atleta          | Evento            | Risultato | Classifica | Risultato       | Classifica      | Risultato       | Classifica      |
| --------------- | ----------------- | --------- | ---------- | --------------- | --------------- | --------------- | --------------- |
| Edgar Luberenga | 50 m stile libero | 27"77     | 75º        | non qualificato | non qualificato | non qualificato | non qualificato |

### Pugilato
Maschile
| Atleta           | Evento             | 16-esimi                      | Ottavi                 | Quarti                | Semifinali           | Finale               | Pos.            |
| Atleta           | Evento             | Avversario Punteggio          | Avversario Punteggio   | Avversario Punteggio  | Avversario Punteggio | Avversario Punteggio | Pos.            |
| ---------------- | ------------------ | ----------------------------- | ---------------------- | --------------------- | -------------------- | -------------------- | --------------- |
| Jolly Katongole  | Pesi mosca leggeri | Yalçinkaya (TUR) P 7–22       | non qualificato        | non qualificato       | non qualificato      | non qualificato      | non qualificato |
| Brian Mayanja    | Pesi piuma         | Jafarov (KAZ) P RSC           | non qualificato        | non qualificato       | non qualificato      | non qualificato      | non qualificato |
| Sam Rukundo      | Pesi leggeri       | Tamsamani (MAR) V 30–22       | de Jesús (PUR) V 24–22 | Chračëv (RUS) P 18–31 | non qualificato      | non qualificato      | non qualificato |
| Sadat Tebazaalwa | Pesi welter        | Silamu (CHN) P 17–29          | non qualificato        | non qualificato       | non qualificato      | non qualificato      | non qualificato |
| Joseph Lubega    | Pesi medi          | Prasathinphimai (THA) P 21–30 | non qualificato        | non qualificato       | non qualificato      | non qualificato      | non qualificato |

### Sollevamento pesi
Femminile
| Atleta       | Evento | Strappo   | Strappo    | Slancio   | Slancio    | Totale | Classifica |
| Atleta       | Evento | Risultato | Classifica | Risultato | Classifica | Totale | Classifica |
| ------------ | ------ | --------- | ---------- | --------- | ---------- | ------ | ---------- |
| Irene Ajambo | −69 kg | 60        | 10ª        | 90        | =8ª        | 150    | 9ª         |